# Lecce nei Marsi
Lecce nei Marsi là một đô thị thuộc tỉnh L'Aquila trong vùng Abruzzo của Ý. Ý. Đô thị này có diện tích 66 km², dân số 1749 người. Các đô thị giáp ranh gồm: Collelongo, Gioia dei Marsi, Ortucchio, Pescasseroli, Villavallelonga